# Woodsboro (Maryland)
Woodsboro é uma cidade  localizada no estado americano de Maryland, no Condado de Frederick.

## Demografia
Segundo o censo americano de 2000, a sua população era de 846 habitantes.
Em 2006, foi estimada uma população de 911, um aumento de 65 (7.7%).

## Geografia
De acordo com o United States Census Bureau tem uma área de
1,8 km², dos quais 1,8 km² cobertos por terra e 0,0 km² cobertos por água. Woodsboro localiza-se a aproximadamente 108 m acima do nível do mar.

## Curiosidades
O primeiro e o quarto filme da série de filmes de terror Scream (filme) se passam na cidade de Woodsboro, onde é retratada como uma cidade do interior e pequena. Porém nenhum dos filmes realmente foram gravados em Woodsboro, sendo o primeiro em Santa Rosa e Healdsburg, e o quarto na cidade de Ann Arbor, no estado de Michigan.

## Localidades na vizinhança
O diagrama seguinte representa as localidades num raio de 16 km ao redor de Woodsboro.